# Listă de galaxii satelit ale Căii Lactee
(Sub)grupul Căii Lactee sau subgrupul local este subgrupul de galaxii al cărui obiect primar este Calea Lactee. Celelalte componente ale sale sunt galaxiile satelit ale Căii Lactee.
Subgrupul local este una dintre componentele Grupului Local.

## Listă de galaxii din (sub)grupul Căii Lactee
| Galaxie                              | Clasă             | Tip        | Distanță                                 | Luminozitate (milioane de sori) |
| ------------------------------------ | ----------------- | ---------- | ---------------------------------------- | ------------------------------- |
| Calea Lactee (Galaxia Noastră)       | Spirală           | Sb         | 0                                        | 8.300                           |
| Galaxia Pitică din Câinele Mare      | Neregulată        | Irr        | circa 7,7 kpc (∼25 100 a.l.)             | 20                              |
| SagDEG                               | Pitică eliptică   | dSph(t)    | circa 24,4 kpc (∼79 600 a.l.)            | 18                              |
| Marele Nor al lui Magellan           | Neregulată        | Irr/SB(s)m | circa 48,5 kpc (∼158 000 a.l.)           | 2.100                           |
| Galaxia Pitică din Boarul            | Pitică sferoidală | dSph       | 60 ± 6 kpc (∼196 000 a.l.)               | ?                               |
| Micul Nor al lui Magellan            | Neregulată        | SB(s)m pec | 61 ± 3 kpc (∼199 000 a.l.)               | 580                             |
| Galaxia Pitică din Ursa Mică         | Pitică sferoidală | dE4        | circa 63 kpc (∼205 000 a.l.)             | 0,3                             |
| Galaxia Pitică din Dragonul          | Pitică sferoidală | dE0 pec    | 80 ± 10 kpc (∼261 000 a.l.)              | 0,3                             |
| Galaxia Pitică din Sextantul         | Pitică sferoidală | dE3        | 86 ± 6 kpc (∼280 000 a.l.)               | 0,5                             |
| Galaxia Pitică din Sculptorul        | Pitică sferoidală | dE3        | circa 87 kpc (∼284 000 a.l.)             | 2,2                             |
| Galaxia Pitică din Carena            | Pitică sferoidală | dE3        | circa 100 kpc (∼326 000 a.l.)            | 0,4                             |
| Galaxia Pitică din Cuptorul          | Pitică sferoidală | dSph/E2    | 138 ± 8 kpc (∼450 000 a.l.)              | 16                              |
| Leo II                               | Pitică sferoidală | dE0 pec    | 210 ± 15 kpc (∼685 000 a.l.)             | 0,6                             |
| Leo I                                | Pitică sferoidală | dE3        | 250 ± 25 kpc (∼815 000 a.l.)             | 4,8                             |
| Galaxia Pitică din Phoenix           | Neregulată        | Irr        | circa 396 kpc (∼1,29 milioane de a.l.    | ?                               |
| Leo A                                | Neregulată        | IBm        | 690 ± 60 kpc (∼2,25 milioane de a.l.)    | 3                               |
| DDO 216 denumită și: Pegasus, PegDIG | Pitică neregulată | SB(s)m pec | 1,07 ± 0,05 Mpc (∼3,49 milioane de a.l.) | 12                              |